# Sveriges Tandläkarförbund
Sveriges Tandläkarförbund är den odontologiska professionens organisation i Sverige och arbetar med att tillvarata och utveckla sina medlemmars professionella intressen. Både tandläkare och tandläkarstuderande kan vara medlemmar i Sveriges Tandläkarförbund. Förbundet är medlem i SACO, Council of European Dentists (CED) och FDI World Dental Federation.
År 1984 blev Svenska Tandläkare-Sällskapet en stiftelse i Sveriges Tandläkarförbund. Sällskapets mål att sätta den odontologiska forskningen på kartan, och det driver Svenska Tandläkare-Sällskapets museum i Kista.